# X-Men 2
X-Men 2 (originaltitel: X2), även känd som X2: X-Men United är en amerikansk superhjältefilm i regi av Bryan Singer som hade biopremiär i Sverige och USA den 2 maj 2003. Filmen är den andra i filmserien om X-Men och är baserad på den amerikanska superhjälteserietidningen X-Men publicerad av Marvel Comics.

## Handling
Mutanterna drabbas av ytterligare fördomar från omgivningen efter att en attack mot Vita huset gjorts av personer som misstänks vara mutanter. Militären William Stryker (Brian Cox) argumenterar för att alla mutanter ska registreras hos staten. Professor X (Patrick Stewart) skola attackeras av den amerikanska militären och mutanterna tvingas att fly. Magneto (Ian McKellen) flyr från fängelset och bildar en tillfällig allians med Professor X och Wolverine (Hugh Jackman), som åker norrut för att undersöka ledtrådar om sitt förflutna.

## Rollista
- Patrick Stewart – Charles Xavier / Professor X
- Hugh Jackman – James "Logan" Howlett / Wolverine
- Ian McKellen – Erik Lehnsherr / Magneto
- Halle Berry – Ororo Munroe / Storm
- Famke Janssen – Jean Grey / Phoenix
- James Marsden – Scott Summers / Cyclops
- Rebecca Romijn – Raven Darkholme / Mystique
- Brian Cox – William Stryker
- Anna Paquin – Marie D'Ancanto / Rogue
- Alan Cumming – Kurt Wagner / Nightcrawler
- Shawn Ashmore – Bobby Drake / Iceman
- Aaron Stanford – John Allerdyce / Pyro
- Kelly Hu – Yuriko Oyama / Lady Deathstrike
- Bruce Davison – Senator Robert Kelly
- Cotter Smith – President McKenna
- Ty Olsson – Mitchell Laurio
- Michael Reid McKay – Jason 143
- Shauna Kain – Theresa Rourke / Siryn
- Daniel Cudmore – Peter Rasputin / Colossus
- Katie Stuart – Katherine "Kitty" Pryde / Shadowcat
- Kea Wong – Jubilation Lee / Jubilee
- Steve Bacic – Dr. Henry "Hank" McCoy

### Fotnoter
1. ↑  ”X2: X-Men United”. http://www.imdb.com/title/tt0290334/. Läst 10 oktober 2019.
2. ↑  ”X2: X-Men United” (på engelska). Box Office Mojo. 2 maj 2003. http://www.boxofficemojo.com/movies/?id=x2.htm. Läst 22 september 2016.
3. ↑  ”X-Men 2 (2003) – Svensk Filmdatabas”. http://www.svenskfilmdatabas.se/sv/item/?type=film&itemid=54842. Läst 10 oktober 2019.